# Silvia Monti
Silvia Monti (* 23. Januar 1946 in Venedig) ist eine italienische Schauspielerin.
Monti hatte eine kurze Filmkarriere, während der sie ihre bekannteste Rolle als Schwester eines Mafioso in der Komödie Le cerveau (deutsch: "Das Superhirn" mit David Niven, Eli Wallach) spielte. 1975, nach 19 Auftritten, verließ sie die Branche.
1971 spielte sie neben Terence Hill und Bud Spencer die Hauptrolle der adeligen "Isabel(la) de Mendoza y Laguna", der Frau eines Vizekönigs/Gouverneurs, welche in die Hände von Piraten (Terence Hill) gerät.
Sie war mit dem Grafen und Unternehmer Luigi Donà dalle Rose verheiratet und bekam einen Sohn, Leonardo, und eine Tochter, Una; 1994 trennte sich das Paar. Am 10. Juli 1997 heiratete sie den Unternehmer Carlo De Benedetti, mit dem sie nach Lugano in die Schweiz zog.

## Filmografie (Auswahl)
- 1969: Fräulein Doktor
- 1969: Metti, una sera a cena
- 1969: Das Superhirn (Le cerveau)
- 1971: Le juge
- 1971: Ein schwarzer Tag für den Widder (Giornata nera per l'ariete)
- 1971: Freibeuter der Meere (Il corsaro nero)
- 1972: Die große Liebe der Lady Caroline (Lady Caroline Lamb)
- 1972: The Opium Connection (Afyon oppio)
- 1973: Die gnadenlose Hand des Gesetzes (La mano spietata della legge)
- 1974: Finché c'è guerra c'è speranza
- 1974: Il domestico
- 1975: Milano: Il clan dei Calabresi